# Temnocerus subglaber
Temnocerus subglaber là một loài bọ cánh cứng trong họ Rhynchitidae. Loài này được Desbrochers des Loges miêu tả khoa học năm 1897.